# Indominus rex
Indominus Rex (en latín "el rey indomable") es un dinosaurio ficticio de la película Jurassic World, (2015). Representa a un «aveterópodo» híbrido transgénico. El único personaje que sobrevivió de la especie consistió en una hembra creada mediante ingeniería genética por el genetista Henry Wu en 2012 y nombrada por InGen, empresa también ficticia. Estaba destinado a ser una de las próximas atracciones del parque temático Jurassic World, en Isla Nublar, pero la fecha real en la que se exhibiría cambió varias veces debido a problemas de gestión derivados de su naturaleza impredecible. Fue creada combinando el ADN de diversas especies, con el fin de conseguir un ejemplar espectacular y tenebroso, que atrajera a más visitantes al parque temático, aunque luego se reveló que fue creada con fines militares. Posteriormente consigue escapar de su recinto, causando un desastre total en Jurassic World y destruyendo todo a su paso. Después de esto, es llevada al área central del parque, luchando contra los velociraptores de la Raptor squad, pero esta asesina a dos de ellos y finalmente lucha contra Rexy y la última de las Velociraptores de la coalición conocida como "Raptor Squad", apodada "Blue", la cual  llevan a la indominus rex al recinto de la Mosasaurus el cual termina con ella llevándola a lo más profundo de su lago.

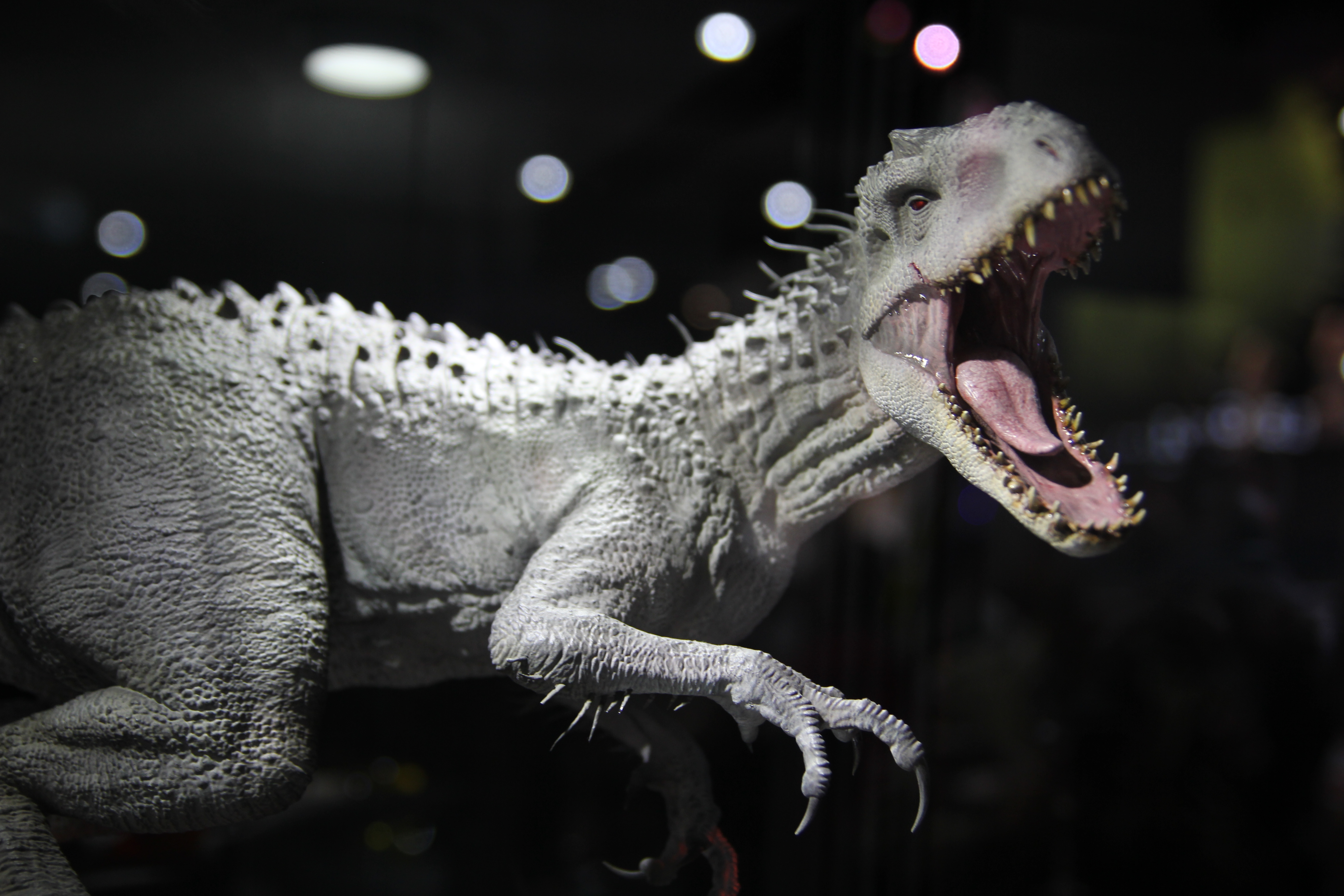
Escultura de la Indominus Rex mostrando su apariencia.

No se puede colocar de manera confiable en el árbol de la vida, ya que es una combinación de muchas especies diferentes, pero generalmente se considera un aveterópodo (dados sus donantes eumaniraptorianos, abelisáuridos y carcharodontosáuridos). En términos más generales, podría considerarse un arcosaurio (dados sus genes de cocodrilo), un sauropsido (dados sus genes de serpiente), un tetrápodo (dados sus genes de rana y no identificados) o, en general, un nephrozoa (incluidos sus genes de sepia).
Indominus fue el género híbrido más avanzado diseñado en su momento. Su genoma se construyó insertando genes de varias especies en una plantilla. Este híbrido fue creado mediante la combinación de los rasgos genéticos de varias especies: Giganotosaurus, Tyrannosaurus , Velociraptor, Therizinosaurus, Majungasaurus, Rugops, Carnotaurus, Aucasaurus, Abelisaurus, Viavenator, Quilmesaurus, Pycnonemosaurus, Afrovenator, Deinosuchus, víbora de Foseta, rana verde de ojos rojos y sepia, además de varios animales modernos no revelados, para mejorar sus aptitudes depredadoras.

## Descripción
Indominus rex muestra características mezcladas de una amplia gama de animales, debido a los genes estructurales que provienen de muchas especies diferentes. Su cabeza muestra claramente la influencia de especies de abelisáuridos y carcharodontosáuridos, con sus pequeños cuernos supraorbitarios cónicos y escamas decorativas en particular provenientes de su herencia abelisáurida. La forma del cráneo está determinada por los genes del Tyrannosaurus y Carcharodontosaurus en su genoma; los dientes, que son 74, son de apariencia cónica debido a la inclusión de ADN de cocodrilo; el sub-adulto visto en 2015 mostró una serie de dientes rotos o dañados que sobresalían en varios ángulos. Sus dientes miden 25 centímetros (9,8 pulgadas) en promedio y se reemplazan continuamente a lo largo de su vida, como ocurre con la mayoría de los terópodos. Parece haber más dientes en la mandíbula inferior que en la superior, y los dientes en la parte delantera de la mandíbula inferior tienden a sobresalir hacia afuera y crean una apariencia de canasta en la mandíbula inferior. Las mandíbulas son largas y relativamente estrechas, capaces de dilatarse en un ángulo muy amplio de manera similar a las serpientes. En su cara, la piel parece tirante, lo que hace que los rasgos esqueléticos se delineen claramente; esto incluye cavidades similares a las fosas loreal utilizadas por las víboras de foseta para detectar la radiación térmica. Aparecen púas de color gris en la parte superior de su cabeza. Las fosas nasales son bastante grandes, similares a las de Tyrannosaurus, y los ojos poseen escleróticas anaranjadas y pupilas con rendijas negras. Para proteger sus ojos, el Indominus tiene membranas nictitantes transparentes y gruesas que se originan en el canto medial de cada ojo. Tiene una lengua rosada triangular comparativamente corta, que no es lo suficientemente larga para llegar a los labios.
Escamas redondeadas cubren gran parte del cuerpo del animal, lo que le brinda una protección decente contra la mayoría de los ataques. Las escamas más grandes son visibles en las regiones del cuello y la espalda, pero su piel escamosa es bastante gruesa en todas partes, lo que hace que el Indominus sea casi impenetrable. Su característica anatómica más notable, además de sus enormes mandíbulas, son sus extremidades anteriores. Diseñados con genes estructurales de Therizinosaurus, estos brazos son lo suficientemente largos como para permitirle a este animal caminar sobre cuatro extremidades o gatear si lo necesita. Las manos están en pronación, que es un error fenotípico común en todos los terópodos de InGen, pero esta característica realmente beneficia al Indominus, ya que le permiten agarrarse al suelo. Cada mano tiene cuatro dígitos, incluido un pulgar oponible y tres dedos mucho más largos. Los cuatro terminan en grandes garras. Los brazos son extremadamente musculosos y, al igual que la cabeza, tienen púas largas de color gris. Sin embargo, sus brazos son menos flexibles que los de su predecesor, Scorpius rex, así como los de su descendiente, Indoraptor.
Las patas de Indominus también son muy poderosas y terminan en pies de tres dedos que también tienen grandes garras. A diferencia de sus parientes genéticos, carece de una garra raptorial agrandada. Es capaz de correr a treinta millas por hora cuando se encuentra en un área confinada. Si bien es un cuadrúpedo facultativo, el Indominus adopta una postura bípeda para desplazarse a mayor velocidad, de manera similar a Scorpius pero al contrato que Indoraptor. Su cola es larga, pero bastante anodina. Según el Dr. Henry Wu, el arquitecto del genoma de Indominus, el animal podría alcanzar los quince metros de alto y de largo veinte metros , lo que lo convierte en el primer terópodo más grande conocido antes del Spinosaurus; sin embargo, su espécimen más longevo solo sobrevivió hasta la edad adulta temprana y nunca alcanzó su tamaño completo. Una publicación de Universal Studios en las redes sociales de 2019 ha dado una longitud de 15 metros para este animal, así como una altura de 6 metros. En múltiples materiales de universal se dice que iba a pesar 7 toneladas (7000kg) en tamaño completo. Esto haría que el animal sea más grande, pero más liviano, que una hembra madura de Tyrannosaurus rex.
Es capaz de alcanzar una velocidad de 50 km/h y su rugido alcanza los 190-200 db. Es un dinosaurio extremadamente inteligente, rasgo que heredó del letal Velociraptor, con quienes es incluso capaz de comunicarse y socializar. La Indominus también tiene unos ligamentos similares a plumas en sus codos y en su cabeza. La dentadura de la Indominus está expuesta hacia afuera como un cocodrilo.
 Al ser una especie compuesta de ADN de distintos animales tanto actuales como extintos, posee adicionalmente las habilidades no premeditadas de cambiar de color y camuflarse con su entorno a partir de los genes de la sepia, es capaz regular su temperatura y metabolismo para no ser detectada por medios infrarrojos gracias a las cualidades de la rana arborícola, y posee un sistema somatosensorial que le permite detectar el calor gracias a sus genes de crótalo, convirtiendo al Indominus Rex en el depredador definitivo.
Solo fueron creados en el laboratorio dos especímenes de esta especie, pero esta devoró a su hermana. Por lo tanto solo se conoce un ejemplar que llegó a la edad adulta, la cual alcanzó en vida unos 12 metros de longitud, tamaño similar a los mayores terópodos conocidos. Pero pudo crecer más, el Dr. Henry Wu afirma en la película que cuando la Indominus rex se encuentre plenamente desarrollada medirá 21 metros de largo y 15,5 metros de alto, más grande que un Tyrannosaurus rex o un Spinosaurus.
En fases previas de producción, el dinosaurio recibió el nombre de «Diabolus rex».

## Especies que componen su ADN
Una lista de los géneros y especies hasta ahora conocidos que componen el genoma del Indominus rex y como influyeron en sus características: 
- Tyrannosaurus rex: tal como se menciona en la película, el genoma base del Indominus rex proviene del T. rex. Características como su poderosa musculatura, cola pesada, mandíbulas y dientes capaces de triturar huesos y su gran fuerza de mordedura estuvieron entre los transferidos al híbrido.[6]
- Abelisauridae y Carcharodontosauridae: varios géneros provenientes de estas dos familias fueron incluidas a su genoma con tal de exagerar, añadir o mejorar rasgos anteriormente puestos por el T. rex. El Carnotaurus propinó el desarrollo de notables crestas similares a cuernos en el Indominus rex. El Giganotosaurus le permitiría adquirir un enorme tamaño, inclusive superior al Tyrannosaurus, este también influyó en la forma de su cráneo. Majungasaurus le daba un mayor número de dientes. Y los osteodermos ultrarresistentes que le permitirían una mayor resistencia al ataque de sus oponentes fueron dados por el Rugops, y por el anteriormente mencionado Carnotaurus.[1][6]
- Cocodrilo del Nilo: este terópodo tiene partes de cocodrilo, los cocodrilos son los segundos parientes más cercanos de los dinosaurios después de las aves, las escamas y las fauces son similares a las de un cocodrilo actual.
- Velociraptor: en la película, Owen Grady concluye que también posee ADN de raptor, debido a que Indominus manifestó comportamientos que indicaban una inconfundible comunicación con los raptores. También la elevada inteligencia manifestada en varias ocasiones por parte del Indominus, fue gracias a estos dromeosáuridos. Poseía además plumas en sus brazos como el raptor de Parque Jurásico III.[6]
- Therizinosaurus: los enormes brazos con las prominentes garras que tenía la Indominus rex fueron dadas por este dinosaurio. De hecho fue quien inspiró al Indominus, la antagonista principal de Jurassic World.[7][8]
- Sepia: el Dr. Henry Wu (el principal paleogenetista del parque) afirmó en la película que al Indominus se le añadió genes de sepia; los cuales desencadenaron en la presencia de cromatóforos capaces de cambiar el color de la piel. Esto le permitiría camuflarse de sus enemigos cuando fuese necesario. Esta habilidad se muestra en una de las escenas de la película, cuando el equipo de contención que iba a cazar a la Indominus no la podían ver porque estaba muy bien camuflada entre los matorrales del bosque.[6]
- Rana arborícola: las especies pertenecientes a esta familia tienen la inusual capacidad de modular sus emisiones infrarrojas. Se usaron hebras de su ADN con tal de que el Indominus pudiese adaptarse con mayor facilidad al clima tropical. Sin embargo la regulación de las emisiones infrarrojas por parte del Indominus rex fue una capacidad que no se esperó que pudiese obtener. Habilidad que utilizó para poder escapar de su recinto.[6]
- Serpientes: en la película Claire dijo que el Indominus rex puede detectar las emisiones infrarrojas como las serpientes.[6] Además fue capaz de dislocar su mandíbula superior de la inferior como estas; esto es visible cuando atacó a Gray y a Zach en la giroesfera.